# 西爾斯百貨
西尔斯·罗巴克公司（Sears, Roebuck and Company），通稱西爾斯百貨（Sears），是一家美國百貨公司，總部原位於西爾斯大廈，現位於霍夫曼莊園。它由理查德·沃伦·西尔斯成立于1892年，次年改现名。
1980年代之前，它是美國最大的零售商，但1990年被沃爾瑪和凱馬特超越，2018年時是美國第31大零售商。由於經營不善，其母公司西爾斯控股在2018年10月15日宣佈破產，大量門店關閉。而西爾斯百貨本身則在2019年被賣給ESL投資（ESL Investments），ESL投資成立了新的子公司Transform Holdco LLC來管理西爾斯百貨。

## 商標

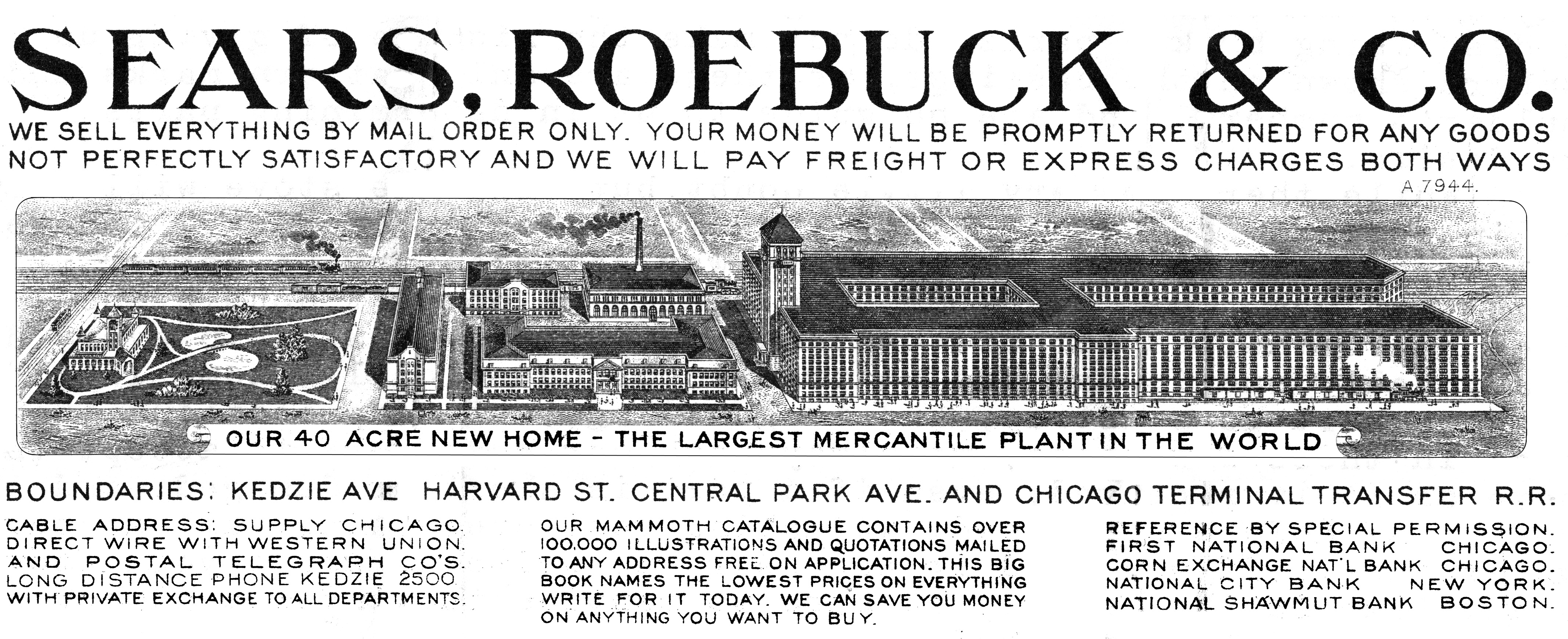
1907
1963–84
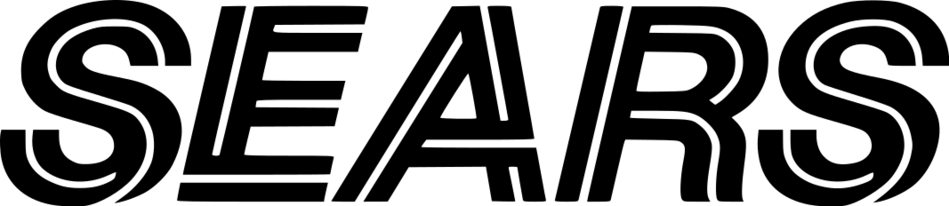
1984–94
1994–2004（仍在墨西哥使用）
2004–10（加拿大於2004至16年間使用）
2010–19

## 擴展閱讀
- Creswell, Julie. . The New York Times. 2017-08-11  [2019-11-19]. ISSN 0362-4331. （原始内容存档于2021-04-10） （美国英语）.
- Emmet, Boris, and John E Jeuck. Catalogs and Counters: A History of Sears, Roebuck and Company (1950), the standard scholarly history
- Israel, Fred L. 1897 Sears, Roebuck and Co Catalogue 100th Anniversary Edition, Philadelphia: Chelsea House Publishers, 1968.
- Katz, Donald R. The Big Store: Inside the Crisis & Revolution at Sears (1987)
- Worthy, James C. Shaping An American Institution: Robert E. Wood and Sears, Roebuck (1986)

## 外部連結
- 官方网站